# パープルムカデ
「パープルムカデ」は、日本のバンド、Syrup 16gの1枚目のシングルである。2003年9月17日発売。発売元はコロムビアミュージックエンタテインメント。

## 概要
- メジャーデビュー後、フルアルバムのみを発表し続けていたSyrup16gが初めてリリースした初のシングル。なお、CDに歌詞カードは付属しておらず、発売後、公式サイトにおいて詩が公開された。
- 2010年10月27日に「My Song」とセットで再発された。

## 収録曲
1. パープルムカデ (4:27)
作詞・作曲：五十嵐隆、編曲：Syrup 16g
2. (I'm not) by you (5:26) 
作詞・作曲：五十嵐隆、編曲：Syrup 16g
3. 回送 (4:27)
作詞・作曲：五十嵐隆、編曲：Syrup 16g
  - バンドとしては異色の打ち込み曲。
4. 根ぐされ (8:00)
作詞：五十嵐隆、作曲・編曲：Syrup 16g
  - 五十嵐が知人宅の風呂場で弾き語り、録音とミックスをドラムの中畑が手がけた曲。

## 収録アルバム

### パープルムカデ
- オリジナル『Mouth to Mouse』（2004年4月21日）
album mix

### 回送
- オリジナル『Mouth to Mouse』（2004年4月21日）
album Ver.